# Jane Stanton Hitchcock
Pour les articles homonymes, voir Hitchcock (homonymie).
Jane Stanton Hitchcock, née Jane Johnston Crowley le 24 novembre 1946 à New York et morte le 23 juin 2025, est une romancière, dramaturge et scénariste américaine, auteure de romans policiers.

## Biographie
Jane Johnston Crowley naît à New York le 24 novembre 1946. Elle effectue des études à la Brearley School (en), à la Wheeler School (en) et au Sarah Lawrence College. 
Sous le nom de Jane C. Stanton, elle écrit en 1974 scénario pour le film Our Time réalisé par Peter Hyams. Ce film se déroule en 1955 dans un pensionnat pour filles du Massachusetts et traitait de la question de l'avortement dans un cadre privilégié. En 1977, elle écrit avec David Freeman le scénario de First Love réalisé par Joan Darling. 
En 1992, elle publie son premier roman Trick of the Eye. Pour ce roman, elle est nommée pour le prix Hammett 1992 et le prix Edgar-Allan-Poe 1993 du meilleur premier roman. Ce roman fait l'objet en 1994 d'une adaptation télévisuelle sous le même titre.
Son troisième roman, Social Crimes, est sorti en 2002. Il est le premier d'une série de deux romans mettant en scène Jo Slater, un mondain et mécène des arts de New York qui commet un meurtre.
En 2019, elle fait paraître Bluff, un roman traitant du poker pour lequel elle est à nouveau nommée pour le prix Hammett.
Jane Stanton Hitchcock meurt le 23 juin 2025 à l’âge de 78 ans. 

## Œuvre

### Romans
Série Jo Slater
- Social Crimes, 2002
  - Crimes en société, Presses de la Cité, 2003  (ISBN 2-258-06059-1). Réédition Le Grand Livre du mois, 2003  (ISBN 2-7028-8560-8)
- One Dangerous Lady, 2005

Autres romans
- Trick of the Eye, 1992
  - Illusions d'optique, Éditions de l'Archipel, 1995  (ISBN 2-84187-011-1). Réédition Le Grand Livre du mois, 1995. Réédition France Loisirs, 1996  (ISBN 2-7242-9661-3). Réédition Éditions de la Seine, coll. « Succès du livre », 1997  (ISBN 2-73820-979-3). Réédition LGF, coll. « Le Livre de poche » no 14581, 1999  (ISBN 2-253-14581-5). Réédition Éditions de l'Archipel, coll. « Archipoche », 2018  (ISBN 978-2-37735-190-9)
- The Witches’ Hammer, 1994
  - Le Grimoire, Éditions de l'Archipel, 1996  (ISBN 2-84187-042-1). Réédition France Loisirs, 1997  (ISBN 2-7441-0735-2). Réédition Éditions de la Seine, coll. « Succès du livre », 1998  (ISBN 2-7382-1075-9). Réédition LGF, coll. « Le Livre de poche » no 14963, 2000  (ISBN 2-253-14963-2). Réédition Éditions de l'Archipel, coll. « Archipoche », 2019  (ISBN 978-2-37735-297-5)
- Mortal Friends, 2009
- Bluff, 2019

### Pièces de théâtre
- Grace, 1982
- The Custom of the Country, 1997

### Scénarios
- 1974 : Our Time de Peter Hyams, signé Jane C. Stanton
- 1977 : First Love de Joan Darling (en)

### Adaptation de son œuvre en littéraire
- 1984 : Trick of the Eye de Ed Kaplan

## Prix et distinctions
Nominations
- Prix Hammett 1992 pour Trick of the Eye[2]
- Prix Edgar-Allan-Poe 1993 du meilleur premier roman pour Trick of the Eye[3]
- Prix Hammett 2019 pour Bluff[2]